# Mys hrůzy (Simpsonovi)
Mys hrůzy (v anglickém originále Cape Feare) je 2. díl 5. řady (celkem 83.) amerického animovaného seriálu Simpsonovi. Scénář napsal Jon Vitti a díl režíroval Rich Moore. V USA měl premiéru dne 7. října 1993 na stanici Fox Broadcasting Company a v Česku byl poprvé vysílán 20. ledna 1995 na stanici ČT1.

## Děj
Bart s Lízou sedí na pohovce a sledují televizi, když v tom přijde Marge a Bart dostane dopis, ve kterém stojí: „Chystám se tě zabít“. Bart je zděšen a vůbec netuší, kdo tento hrozný dopis poslal. Ještě téhož dne dostane Bart takových dopisů s výhrůžkami smrti spousty. Začíná mít velký strach, je paranoidní a nikomu nevěří. Pravý adresát dopisů se však ukáže a není jim nikdo jiný než starý Bartův nepřítel Levák Bob, který okouzlí u soudu porotu a je předčasně propuštěn.
První setkání na sebe nenechá dlouho čekat a celá rodina Simpsonových se setká s Bobem v kině. Bart si uvědomí, že od Boba nebude mít klid, dokud nezemře. A proto se Bart přihlásí do Programu na ochranu svědků. Je jasné, že celá rodina musí být přemístěna. FBI tedy změní jméno rodiny Simpsonových na Thompsonovi a najde jim nový domov – Mys hrůzy. Tam se, teď už Thompsonovi, odstěhují a všichni si myslí, že jsou před Levákem Bobem v bezpečí. Netuší ale, že je Bob našel, a dokonce se setkal s Bartem. Jednoho večera se Bob dostane na hausbót, kde rodina žije, přesekne lano, které drží hausbót, a vydá se zabít Barta.
Bart Leváku Bobovi utíká, ale nemá se kam schovat a očekává svůj konec. Trochu Bobovi zalichotí a přesvědčí ho, aby zazpíval operu s názvem Admirál jejího Veličenstva. To se nakonec podaří, ale když je konec opery, Bob se chystá Barta definitivně umlčet. Hausbót narazí do malé skalky a Levák Bob je zatčen policií, která projížděla okolo, a je poslán zpět do vězení. Celá rodina, která už je zase Simpsonovými, se vrací zpět do Springfieldu a je šťastná, že nakonec vše dobře dopadlo.

## Produkce
Levák Bob je stálou postavou seriálu Simpsonovi. Od dílu 3. řady Černý vdovec (1992) scenáristé opakují premisu kojota Wilda pronásledujícího ptáka Uličníka z kreslených seriálů Looney Tunes z let 1949–1966 tím, že se Bob nečekaně vloží do Bartova života a pokusí se ho zabít. Výkonný producent Al Jean přirovnal Bobovu postavu k postavě kojota Wilda a poznamenal, že oba jsou inteligentní, ale vždy jim to překazí to, co považují za nižší intelekt. Scéna, ve které je Bob zašlápnut několika slony a hned se odrazí zpět, je odkazem na postavu kojota Wilda.
Do role Leváka Boba byl již potřetí přizván americký herec Kelsey Grammer, jenž se v té době proslavil jako představitel hlavní role v seriálu Frasier, který se natáčel ve stejnou dobu jako tato epizoda a měl mít premiéru 16. září 1993. Grammer nevěděl, že scéna s hráběmi byla prodloužena, protože sténání natočil jen jednou, a byl překvapen, když viděl finální verzi. Autoři seriálu obdivují Grammerův pěvecký hlas a ke každému vystoupení, včetně této epizody, zařadili píseň. Alf Clausen, hlavní skladatel Simpsonových, se vyjádřil, že je Grammer „tak skvělý. Je prostě úžasný. Je na něm vidět, že miluje hudební divadlo, a má k tomu i hlasový nástroj, takže vím, že cokoli napíšu, bude zazpíváno tak, jak jsem to slyšel.“
V knize Planet Simpson autor Chris Turner píše, že Bob je stavěn do role vysoce postaveného snoba a konzervativního republikána, aby ho scenáristé mohli neustále bít hráběmi a shazovat. Představuje vysokou kulturu, zatímco Krusty, jeden z jeho úhlavních nepřátel, představuje kulturu nízkou, a Bart, který uvízl mezi nimi, vždy zvítězí. V knize Leaving Springfield David L. G. Arnold poznamenává, že Bart je produktem „masové kulturní výchovy“, a proto je Bobovým nepřítelem.
Bobova inteligence mu slouží v mnoha ohledech. Například během tohoto dílu se komise pro podmínečné propuštění ptá Boba, proč má tetování s nápisem „Die Bart, Die“; Bob odpoví, že je to německý výraz pro „The Bart, The“. Na členy komise to udělá dojem a propustí ho, protože „nikdo, kdo mluví německy, nemůže být zlý člověk“ (narážka na Adolfa Hitlera). Jeho láska k vysoké kultuře je však někdy využívána proti němu. V téže epizodě Bob souhlasí, že jako poslední přání pro Barta zahraje celou operetu H.M.S. Pinafore. Tato taktika Boba zdrží na tak dlouho, že ho policie zatkne.
Přestože se epizoda vysílala na začátku 5. řady, produkoval ji štáb 4. řady. Velká část původního štábu seriál po 4. sérii opustila. To vedlo k přidání několika scén, o kterých by se za normálních okolností neuvažovalo, protože mentalita odcházejícího štábu byla: „Co udělají, vyhodí nás?“. Ačkoli většinu epizody dokončil štáb 4. řady, konec byl přepsán týmem 5. série.
Wallace Wolodarsky viděl verzi Mysu hrůzy z roku 1991 a přednesl nápad na parodování filmu. Jon Vitti pak dostal za úkol napsat parodii na původní film Mys hrůzy z roku 1962 i na remake (oba filmy jsou natočeny podle románu Johna D. MacDonalda z roku 1957 s názvem The Executioners). Místo toho, aby parodie byla použita pouze jako součást epizody, která mohla obsahovat béčkový příběh, byl této parodii věnován celý díl. Do role padoucha byl obsazen Levák Bob a Bart se stal hlavní obětí. Epizoda se držela stejné základní dějové osnovy jako filmy a použila prvky z původní filmové hudby Bernarda Herrmanna (která byla použita i ve verzi z roku 1991). Znělka byla natolik oblíbená, že se po této epizodě stala znělkou Leváka Boba, která obvykle zaznívá v nejtemnějších okamžicích Boba.
Potíže činilo dostat tuto epizodu do minimální délky dílu a mnoho scén bylo přidáno v postprodukci. Epizoda začíná opakováním gaučového gagu, který byl poprvé použit v epizodě Lízino první slovo, jenž je podstatně delší než typický gaučový gag. Štáb přidal kreslený film Itchy a Scratchy a několik možností k tomu, kdo se pokoušel Barta zabít. I po všech těchto přídavcích byl díl stále krátký. To vedlo k vytvoření pasáže s hráběmi, která se stala nezapomenutelným momentem epizody i celého seriálu. Původně měl Levák Bob po vystoupení z podvozku auta rodiny Simpsonových šlápnout jen na jedny hrábě, ale to bylo změněno na devět hrábí za sebou. Podle výkonného producenta Ala Jeana šlo o to, aby scéna byla vtipná, pak se vtip protáhl, aby už vtipný nebyl, a pak se protáhl ještě déle, aby byl zase vtipný.
Dodatky k závěrečnému hudebnímu číslu, včetně vizuálních gagů, jako je Bob, který se objeví v uniformě, byly přidány až po animaci. Štáb měl pocit, že sledovat zpívající postavu by nebylo dostatečně zajímavé, a tak musel tyto gagy zařadit, aby to fungovalo. Tvůrce Simpsonových Matt Groening byl překvapen, když tyto dodatky viděl, protože si původně myslel, že jsou hloupé a ve finálním sestřihu se neobjeví, ale oblíbil si je.

## Kulturní odkazy
Kromě toho, že si epizoda vypůjčila celkovou dějovou strukturu filmů o Mysu hrůzy, obsahuje několik přímých odkazů na konkrétní scény z těchto filmů. Mezi odkazy na originál patří např. Marge jdoucí za šéfem Wiggumem, který jí řekne, že Levák Bob neporušil žádný zákon (rovněž odkaz na remake z roku 1991); tetování Leváka Boba; záběr, kdy opouští bránu vězení; scéna s jeho kouřením v kině; část scény s jeho cvičením; jeho schovávání se pod autem rodiny Simpsonových; Wiggumovo připevnění drátu kolem domu k panence na hraní jako alarm; jeho návrh, že Homer může udělat cokoli někomu, kdo vstoupí do jeho domu; Bob, připoutaný pod autem, který zastaví vedle Barta, aby si s ním promluvil; a Homerovo najímání soukromého detektiva, který se pokouší přesvědčit Boba, aby opustil město.
Epizoda také obsahuje prvky filmu Alfreda Hitchcocka Psycho z roku 1960, kdy se Levák Bob ubytuje v Batesově motelu, Homerovo překvapení Barta jeho novou hokejovou maskou připomíná film Pátek třináctého 3 a tetování Leváka Boba na kloubech je podobné tetování postavy Roberta Mitchuma ve filmu Lovcova noc (Mitchum hrál také padoucha Maxe Cadyho v původní verzi Mysu hrůzy z roku 1962). Při zpěvu písně „Three Little Maids From School Are We“ z opery Mikádo během cesty autem k jezeru hrůzy odkazují Homerovy a Bartovy klobouky na film I Love Lucy. Scéna s Nedem Flandersem a jeho „žiletkami na prsty“ odkazuje na film Noční můra v Elm Street z roku 1984 a jeho padoucha Freddyho Kruegera (ohrožuje Barta žiletkami) a také na film Střihoruký Edward z roku 1990 (tvarování živého plotu do podoby anděla, stejně jako to udělal Edward s dinosaurem).

## Přijetí

### Kritika
V letech po premiéře tohoto dílu byla epizoda považována za jednu z nejtemnějších epizod Simpsonových. Scény, jež změnily konečný dojem z děje, zahrnovaly Boba, který málem zabil Barta tím, že ho zahnal do kouta, a svázal zbytek rodiny, spolu s krvavým tónem na začátku, jenž byl způsoben tím, že Bob poslal Bartovi ony dopisy. Právě z těchto důvodů mnozí považují tuto epizodu za jednu z nejlepších v seriálu. Podle Matta Groeninga lidé tuto epizodu často zařazují mezi svých 10 nejoblíbenějších. V žebříčku 25 nejlepších epizod Simpsonových, který sestavil Entertainment Weekly, se umístila na třetím místě. U příležitosti 300. dílu seriálu, Bart na volné noze, zveřejnil deník USA Today žebříček 10 nejlepších epizod vybraných správcem webu The Simpsons Archive, v němž se tato epizoda umístila na devátém místě. V roce 2006 označil server IGN Mys hrůzy za nejlepší epizodu 5. řady. V roce 2007 díl časopis Vanity Fair označil za čtvrtou nejlepší epizodu seriálu, protože „mistrovská integrace filmové parodie a opakující se postavy tuto epizodu staví blízko vrcholu“. James Walton z deníku The Daily Telegraph charakterizoval epizodu jako jeden z 10 nejlepších televizních dílů Simpsonových. Herald Sun Mys hrůzy zařadil do seznamu 20 nejlepších dílů seriálu. Karl Åkerström ze švédských novin Borås Tidning díl označil za svou nejoblíbenější epizodu seriálu. Michael Moran z deníku The Times a Emily VanDerWerffová z časopisu Slant Magazine zařadili epizodu na čtvrté místo mezi nejlepšími díly v historii seriálu. Dabér Hank Azaria uvedl tuto epizodu jako svou nejoblíbenější v seriálu.
Robert Canning z IGN udělil dílu hodnocení 10 z 10 a označil jej za nejlepší epizodu Leváka Boba v seriálu Simpsonovi. Dodal, že „existuje mnoho, mnoho důvodů pro její dokonalost, ale pro mě nejvíce vyniká to, jak divoký a cílevědomý Bob v epizodě je. Chce Barta zabít a nijak se tím netají, kromě toho, že lže komisi pro podmíněné propuštění. Od té doby je Bob až příliš rozpačitý. Tohle byl Bob ve své nejlepší formě – ve své pomstychtivé, slavné a zábavné formě.“ Canning Mys hrůzy také zařadil na první místo v seznamu deseti nejlepších epizod Leváka Boba. Nathan Rabin z The A.V. Clubu poznamenal, že epizoda „mění omezení v přednosti tím, že potřebu vyplnit čas přetavuje v jedny z nejostřejších, nejvtipnějších a nejpodivnějších gagů seriálu. Díly Leváka Boba se trvale řadí k nejlepším epizodám seriálu a tato představuje zlatý standard, na který aspirují všechny následující díly Leváka Boba.“ Empire označil Bobovy nehody, když je připoután pod autem Simpsonových, za osmou nejlepší filmovou parodii v seriálu a scénu s hráběmi označil za „nejlepší grotesku v historii Simpsonových“. Parodii na Mys hrůzy označil Nathan Ditum z Total Filmu za 33. nejlepší filmovou referenci v historii seriálu. Norské noviny Nettavisen zařadily tetování Leváka Boba z této epizody na páté místo mezi nejlepšími tetováními v historii filmu a televize. Server Entertainment.ie díl zařadil mezi 10 nejlepších simpsonovských epizod všech dob a server Screen Rant jej označil za nejlepší díl 5. řady a třetí nejlepší epizodu Simpsonových. V roce 2019 časopis Time zařadil epizodu na deváté místo v seznamu 10 nejlepších simpsonovských epizod vybraných odborníky na Simpsonovy.
Ve hře Anne Washburnové Mr. Burns, a Post-Electric Play se v prvním dějství objevuje skupina přeživších apokalypsy, která u ohně vypráví děj epizody, ve druhém dějství ti samí přeživší uvádějí epizodu jako divadelní hru a ve třetím dějství se příběh po desetiletích dostal do apokryfních legend.

### Sledovanost
Díl byl původně vysílán na stanici Fox ve Spojených státech 7. října 1993 a v týdnu od 4. do 10. října 1993 se umístil na 32. místě ve sledovanosti s ratingem Nielsenu 12,3. Epizoda byla v tom týdnu nejlépe hodnoceným pořadem na stanici Fox. Mys hrůzy byl vybrán k vydání v roce 1997 v kolekci epizod na VHS s názvem The Simpsons: Springfield Murder Mysteries spolu s dvoudílem Kdo postřelil pana Burnse? a dílem Černý vdovec. Znovu byla zařazena na DVD vydání Springfield Murder Mysteries z roku 2005. Epizoda je také uvedena na DVD kompletu 5. řady Simpsonových, který vyšel 21. prosince 2004. Groening, Jean a Vitti se podíleli na audiokomentáři k DVD. Představení Kelseyho Grammera H.M.S. Pinafore bylo později zařazeno na album Go Simpsonic with The Simpsons. Hudební doprovod k dílu vynesl skladateli Alfu Clausenovi v roce 1994 nominaci na cenu Emmy v kategorii vynikající seriálový dramatický podkres.